# James Brown (Senator)

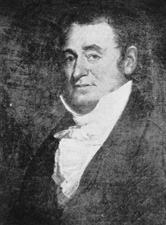
James Brown

James Brown (* 11. September 1766 bei Staunton, Colony of Virginia; † 7. April 1835 in Philadelphia, Pennsylvania) war ein US-amerikanischer Politiker (Demokratisch-Republikanische Partei), der den Bundesstaat Louisiana im US-Senat vertrat.

## Familie
James Brown entstammt einer Familie, die zahlreiche Politiker hervorbrachte. So war sein Bruder John Mitglied des Kontinentalkongresses sowie von 1792 bis 1805 ebenfalls US-Senator für Kentucky. Sein Cousin John Breckinridge diente auch als Senator für Kentucky; mit James Breckinridge und Francis Preston gehörten zwei weitere Cousins dem US-Repräsentantenhaus als Vertreter Virginias an. Er war überdies der Schwager von US-Außenminister Henry Clay, der Onkel des Kongressabgeordneten James Brown Clay und der Großonkel von US-Senator B. Gratz Brown.

## Werdegang
Brown besuchte zunächst das Washington College in Lexington, die spätere Washington and Lee University, sowie das College of William & Mary in Williamsburg. Er studierte die Rechtswissenschaften, wurde in die Anwaltskammer aufgenommen und begann in Frankfort als Jurist zu praktizieren. Bei einer Expedition auf Indianergebiet kommandierte er 1789 eine Scharfschützenkompanie.
Nachdem er Anfang 1792 zunächst Sekretär des Gouverneurs von Virginia geworden war, übernahm er im Juni desselben Jahres das Amt des Secretary of State von Kentucky, das er bis zum 13. Oktober 1796 innehatte. Brown zog dann nach New Orleans, wo er am 1. Oktober 1804 das Amt des Territorialsekretärs von Louisiana übernahm. Dieses übte er aber nur bis zum 11. Dezember desselben Jahres aus, als er zum Bezirksstaatsanwalt des Territoriums ernannt wurde.
Er kam auch als Pflanzer zu Wohlstand und war einer der reichsten Sklavenhalter an der German Coast. Im Januar 1811 beteiligten sich einige der auf Browns Zuckerplantage beschäftigten Sklaven an der German-Coast-Revolte, dem größten Sklavenaufstand in der amerikanischen Geschichte. 95 Sklaven verloren dabei ihr Leben.

## Politik
Am 5. Februar 1813 zog James Brown in den US-Senat ein, nachdem er im Dezember 1812 die Nachwahl um das Mandat des zurückgetretenen Jean Noel Destréhan gegen dessen kommissarischen Nachfolger Thomas Posey gewonnen hatte. Brown bewarb sich danach zunächst selbst erfolglos um die Wiederwahl für eine komplette Amtsperiode und musste somit am 3. März 1817 zunächst aus dem Kongress ausscheiden, errang aber dann im Jahr 1819 das zweite Senatsmandat seines Staates. Dieses legte er nach viereinhalbjähriger Amtszeit am 10. Dezember 1823 nieder, weil er zum Botschafter der Vereinigten Staaten in Frankreich ernannt worden war. Diesen Posten bekleidete er bis 1829. Seit 1827 war er Mitglied der American Philosophical Society.
Nach seiner Rückkehr in die USA setzte sich James Brown in Philadelphia zur Ruhe, wo er am 7. April 1835 auch verstarb.